# Ферарска школа
Ферарската школа по живопис обединява група художници от епохата на Ренесанса, работещи във Ферарското херцогство - в двора на херцозите Д’Есте, управляващи от 1264 до 1597 г. В центъра на създаването й е херцог Борсо д’Есте.

## Развитие
За определяне на съществуването на художествена школа са необходими като минимум два параметра: 
1. наличие на приемственост на художествените прийоми и навици; 2. наличие на художествени династии.
Първите представители на Ферарската художествена школа са Франческо дел Коса, Ерколе де Роберти и Козимо Тура. Тяхната най-важна задача е изписването на Палацо Скифаноа, чието име буквално значи „дворец, където да избягаш от скуката“. Най-големите й майстори са Козимо Тура, Франческо Коса, Ерколе де Роберти, Лоренцо Коста, Досо Доси, Джироламо да Карпи, Бенвенуто Тизи (Гарофало), Николо дел Абате. 

Тя изпитва влиянието на Андреа Мантеня (Падуа и Мантуа), изразяващо се в неговия силен рисунък и линейна перспектива, и на Пиеро дела Франческа (Болоня), изразяващо се чрез богатата въздушност и силната яркост на багрите, но в нея се чувства влиянието и на северните майстори. Разцветът на школата, синтезиращ достиженията на живописците от Мантуа, Венеция, Болоня, Милано, Флоренция, се отнася до 15 - 16 век. Особено силна е връзката между Ферарската и Болонската школа.
- Eрколе де Роберти, Джовани Бентивольо
- Eрколе де Роберти, Джиневра Сфорца
- Майстор на историята за хляба, Портрет на Матео ди Себастиано ди Бернардино Гоцадини
- Майстор на историята за хляба, Портрет на Джиневра д'Антонио Лупари, негова съпруга

## Кавалетен портрет през 15 век
Школата има някои достижения в сферата на кавалетните портрети. Ферара е главен център на северноиталианския придворен портрет. През 2-рата половина на 15 век там се създава самобитна школа, в която старите готически форми органически се сливат с новите ренесансови. За формиране на стила изиграват роля тесните политически и културни връзки на Ферара с другите придворни центрове (Милано, Мантуа, Римини, Бургундия) и увеличаващото се влияние на ренесансовото изкуство (Тоскана и Падуа – Донатело, Андреа Мантеня, Пиеро дела Франческа). Нидерландският майстор Рогир ван дер Вейден работи по поръчка на ферарския двор. От документите е известно, че там работят нидерландски, френски и немски живописци и занаятчии. Принципите на Ренесансовия хуманизъм настъпват и се оформят във феодална рамка, съхранявайки елементите на Готическия стил (които периодически се усилват, проявявайки се в болезнено маниерна експресия).
- Лоренцо Коста, Джовани Бентивольо
- Лоренцо Коста, Портрет на неизвестна с домашно куче на ръце, Лондон, Хемптън корт
- Лоренцо Коста, Портрет на неизвестна, Ермитаж

Все пак портретът заема доста скромно място в обема на ферарската живопис и достиженията при него не са много високи. Всички противоречия в придворната култура на Ферара се отразяват в пълнота в неговото развитие, протичащо под знака на консервативните традиции на профилния портрет. Новите методи на композицията проникват с голямо закъснение. Ферарците са привлечени от най-аристократичното направление на нидерландския портрет.
Началото на ренесансовия портрет във Ферара (и в живописта, и в медалите) полага Пизанело, който през 1430-1440-те г. работи в двора на Леонело д’Есте. Негов продължител и първи голям портретист на Ферара става Козимо Тура. Неговият портрет на принц от дом Д’Есте е рисуван около 1441 г. По композиция, образен строй, колорит (чисто декоративни багри) портретът клони към изображенията на Леонело д’Есте, създадени във Ферара от Пизанело и други. Той изпълнява своите официални портрети, видимо придържайки се към старата традиция на строго профилния портрет. Компромис между традиционният тип портретна композиция и новите художествени принципи е по-очевиден в диптиха, приписван на Ерколе де Роберти с изображение на Джовани Бентивольо и неговата съпруга Джиневра Сфорца. Профилите са дадени на фона на тъмна драпировка и пейзажът се вижда като тясно пространство. Този диптих изглежда архаичен.
Печатът на провинциална изостаналост лежи и на двата портрета на съпрузите Гоцадини (по-рано се е смятало, че са творби на Лоренцо Коста). Прототипът на урбинския диптих е изтълкуван с примитивен прозаизъм, образите на съпрузите, по мнение на проф. Виктор Гращенков, са скучни и безхарактерни. Тези портрети са изпълнени в необичаен за Ферарската школа смекчен маниер. Не им достига яснота на контурите и интензивност на цвета, и те клонят повече към Болонската школа.
Новите тенденции, характерни за ферарския портрет от Късното Куатроченто, се проявяват и в зрелите творби на Лоренцо Коста. „Портрет на Батиста Фиера“ – този догръден портрет зад парапет, на тъмен фон, показва познаване на достиженията на венецианското портретно изкуство от 1500-те г. Косият поглед е активно изразителен, главата е наклонена, а устните са полуотворени – позата и мимиката на модела изглеждат живи. По-еднообразни са неговите женски портрети – миловидни, с кокетлив наклон на главата.
В своите последващи портрети Франческо и Лоренцо Коста показват еклектична зависимост от новите прийоми на Рафаел и другите художници на Зрелиия ренесанс и тяхното творчество се отнася към следващия период от развитието на италианския портрет.

## Списък на представителите на школата

### 14 век и по-рано
- Джелазио ди Николо (13 век – ?)
- Кристофоро да Болоня (? – вероятно 14 век)
- Стефано ди Бенедето, нар. Стефано ди Ферара (док. 1349 – 1376)
- Антонио Алберти  (1390/1400 – 1442/1449)

### 15 век
- Балдасаре д'Есте, познат като Балдасаре Естенсе и Балдасаре да Реджо (1432 – 1510)
- Козимо Тура или Козмè Тура (ок. 1433 – 1495)
- Франческо дел Коса (1436 – 1478)
- Ерколе де Роберти (1451/56 – 1496)
- Галасо Галаси (1420/1425 – 1473)
- Анджело Маканино (? – 1456)
- Микеле Панонио или Микеле Онгаро, или Микеле Дай (пр. 1415 –  ок. 1464)
- Франческо Дзаганели или Франческо да Котиньола, или Франческо ди Бозио Дзаганели (1450/1460 – 1532)
- Лоренцо Коста Стари (1460 – 1535)
- Бокачо Бокачино (пр. 22 август 1466 – 1525)
- Ерколе Гранди, или Ерколе да Ферара, или Ерколе ди Джулио Чезаре Гранди (ок. 1463 – пр. 1525)
- Бернардино Дзаганели или Бернардино да Котиньола (1460/1470 –  ок.1 510)
- Доменико Панети (ок. 1470 – пр. 1513)
- Джовани Батиста Бенвенути, нар. и Ортолано Ферарезе (ок. 1480 – 1525)
- Лудовико Мацолино (ок. 1480 – 1528)
- Микеле Колтелини (ок. 1480 – 1542)
- Антонио Алеоти (сл. 1450 – 16 век)
- Бенедето Кода (ок. 1492 – 1535)

### 15 - 16 век
- Николо Пизано (15 март 1470 – сл. 1536)
- Досо Доси, роден Джовани Франческо ди Николо Лутери (ок. 1468 – 1542)
- Батиста Доси (пр. 1500 – 1548)
- Джироламо да Карпи (1501 – 1 август 1556)
- Бенвенуто Тизи да Гарофало, нар. Гарофало (1476 или 1481 – 6 септ. 1559)
- Джовани Батиста Бенвенути, нар. Ортолано Ферарезе (ок. 1480 – 1525)
- Лудовико Мацолино (ок. 1480 – 1528)
- Камило Филипи (1500 – 1574)
- Себастиано Филипи, нар. Бастианино (ок. 1528? –  23 август 1602)
- Гаспаре Вентурини (? – 1593)
- Джовани Франческо Сурки (? – 1590)
- Сиджизмондо Скарсела (1530 (?) – 1614)
- Иполито Скарсела, нар. Скарселино (1550 или 1551 – 28 окт. 1620)
- Доменико Мона (1550 – 1602)
- Карло Бонони (1569? – 3 септ. 1632)
- Камило Ричи или Камило Рици (1590 – 1626)
- Джовани Андреа Гирардони
- Джовани Паоло Грацини
- Джулио Кромер (1572 – 1632)
- Джакомо Бамбини (1582 – 1629)

### 17 – 18 век
- Алфонсо Риварола
- Джовани Батиста дела Торе
- Камило Берлингиери (1590 или 1605 – 1635)
- Иполито Казели
- Франческо Назели
- Ерколе Сарти, нар. Немия от Фикароло (23 дек. 1593 – ?)
- Джовани Франческо Барбиери, нар. Гуерчино (2 февр. 1591 – 22 дек. 1666)
- Паоло Антонио Барбиери (1603 – 1649)
- Бенедето Дженари Стари
- Чезаре Дженари
- Джузепе Калети
- Лудовико Лана (1597 – 1646)
- Франческо Констанцо Катанео
- Джузепе Бонати
- Джузепе Аванци
- Орацио Морнази
- Чезаре Морнази
- Франческо Ферари (25 януари 1634 – 23 дек. 1708)
- Антонио Ферари
- Франческо Скала (1643 – 21 дек. 1698)
- Маурелио Сканавини
- Джакомо Паролини
- Джузепе Дзола (5 март 1672 – 1743)
- Джовани Франческо Брачоли (1697 – 14 юли 1762)
- Антонио Контри
- Джузепе Гедини
- Джовани Монти
- Алберто Мукиати
- Джузепе Санти (1761 – 2 май 1825)
- Джовани Мази (1771 – 25 януари 1827)